# Euriphene phantasiella
Euriphene phantasiella är en fjärilsart som beskrevs av Otto Staudinger 1891. Euriphene phantasiella ingår i släktet Euriphene och familjen praktfjärilar. Inga underarter finns listade i Catalogue of Life.